# بيدل الكرمنشاهي
بيدل الكرمنشاهي (ت. 1289 هـ) هو أديب و شاعر من أهل إيران.
هو محمد بن علي بن محمد المازندراني الكرمانشاهي، المعروف ببيدل. أصله من چلاب من أعمال مازندران، ونشأ في مازندران وتعلم بها. عاصر السلطان ناصر الدين القاجاري، وتولى بعض المناصب الحكومية والعسكرية. توفي سنة 1289 هـ، وقيل حدود سنة 1254 هـ.
من آثاره: «دبستان ماتم» و «قوام العروض» و «تحفة الذاكرين» وله مثنوية «عسر ويسر» و «فرج بعد شدة» و ديوان شعر.